# Gal·lès de la Patagònia

Bandera de Puerto Madryn

El gal·lès a la Patagònia existeix des del segle xix. Actualment hi ha una important colònia gal·lesoparlant a la província de Chubut, a la Patagònia (Argentina). Cap a finals del 1999 hi havia cap a 72,685 descendents de gal·lesos que vivien a l'Argentina.
La contínua arribada d'europeus a la Vall de Chubut i la seva rodalia començà el 27 de juliol del 1865, quan 153 gal·lesos arribaren a bord del vaixell Mimosa, amb la intenció d'establir una colònia gal·lesoparlant, lluny de la influència de l'anglès. El govern argentí, sota la direcció del Ministre de l'Interior, Guillermo Rawson, acordaren cedir-los 100 milles quadrades (260 km²) de terra al voltant del riu Chubut, a canvi d'ocupar aquell tros de terra de la Patagònia que encara no havia pogut ser colonitzada. S'havien inspirat en el professor Michael D. Jones, un predicador nacionalista no conformista que reclamava una "petita nova Gal·les fora de Gal·les". Reuní un grup de pobladors i buscà finançament per al projecte. Austràlia, Nova Zelanda i fins i tot Palestina s'arribaren a considerar, però finalment s'escollí la Patagònia a causa del seu aïllament com també per la generosa oferta argentina. Dos prospectors, Lewis Jones i Sir Love Jones-Parry de Madryn (l'estat gal·lès de la qual donà nom a Puerto Madryn), foren enviats a observar el terreny, el qual consideraren ben aïllat i solitari.
Els pobladors del Mimosa inclogueren sastres, sabaters, fusters, constructors i miners. Hi havia pocs grangers, cosa que els portà forces problemes, ja que de seguida descobriren que el paisatge d'aquella zona era pràcticament àrid i semi-desèrtic, amb poques possibilitats d'alimentació. Els havien assegurat que aquell nou territori seria com les planes gal·leses. Prop de la costa hi havia una mica d'aigua potable i el grup s'embarcà en una caminada a través de la plana resseca amb un sol carretó on hi portaren les seves pertinences. Alguns moriren, i nasqué una nena: na Mary. John Williams era l'únic poblador amb certs coneixements primaris de medicina. Arribaren al riu Chubut i s'establiren a l'altura de Gaiman, on patiren diversos anys de sequera i fam.
Després d'alguns anys difícils plens de recels i petits brots de violència, els Tehuelche, una tribu local, establí relacions cordials amb els gal·lesos i els ajudaren a resistir les manques de provisions. Els pobladors, dirigits per Aaron Jenkins, consolidaren ben aviat el primer sistema de regadiu de l'Argentina, basat en l'aigua del riu Chubut (en gal·lès, Afon Camwy o remolí d'aigua), que regava una àrea de 5 o 6 quilòmetres a cada costat dels 80 km de longitud del riu. D'aquesta manera creaven els camps de blat més fèrtils de l'Argentina, actualment una zona de 2,000 km². Durant la dècada de 1880 es construïren vies de ferrocarril que articulaven la vall per facilitar el moviment de blat cap al port de Puerto Madryn (originalment Porth Madryn) del Golfo Nuevo, a la cara sud de la Península Valdés, avui en dia una atracció turística per contemplar mamífers marins.
Durant la dècada de 1890 i 1900 un seguit d'innundacions causaren seriosos desperfectes, que unides a la imposició del servei militar obligatori pel govern argentí i la manca de terres de cultiu, provocaren l'emigració d'alguns gal·lesos cap al Canadà, la majoria restablerts a la zona de Winnipeg (Manitoba). Cap a finals del segle xix hi havia cap a 4,000 descendents de gal·lesos que vivien a Chubut. S'escamparen seguint el riu Chubut en direcció als Andes, fins a Trevelin. L'últim flux d'immigració provinent de Gal·les tingué lloc abans de la Primera Guerra Mundial. En aquella època, la colònia demostrà un èxit notable. Tal com passà amb el sistema de regadiu, la creació d'una Societat Cooperativa fou molt important. La Societat feia comerç a Buenos Aires i actuava com a banc amb 14 branques. La societat basada en capelles era molt important, amb una èmfasi en el suport i ajuda mútua, activitats socials i esquemes d'assegurança. Tanmateix, la Societat Cooperativa assolí el col·lapse durant la Gran Depressió dels anys trenta i molts perderen els seus estalvis.
Els gal·lesos han deixat la seva petjada al paisatge, amb molins de vent i capelles arreu de la província, des de la fusta característica, la Capilla Salem i el Saló San David de Trelew, un intent de reproduir la Catedral de Sant David de Sir Benfro (Pembrokeshire). Molta toponímia de la vall de Chubut té noms gal·lesos.
Al pas dels anys l'ús del gal·lès ha disminuït, tot i que encara hi ha un cert contacte amb Gal·les, des d'on s'envien professors per tal de mantenir-hi la llengua viva, i el coneixement del gal·lès té cert prestigi social, fins i tot entre gent que no té arrels gal·leses. Encara hi ha activitats culturals importants, com poesia o te gal·lès que se serveix a les cases de te de la vora del riu a Gaiman i Dolavon.
Principals poblats de la zona de Puerto Madryn, Trevelin (=Vilamolí), Rawson, Trelew (=Vilalluís, a causa de Lewis Jones, un dels fundadors), i Gaiman.

## Bandera dels gal·lesos de Patagònia
La bandera és blava, blanca i blava (1:3:1) amb un drac vermell al centre. El color blau és fosc i no blau cel com la bandera argentina.

## Toponímia gal·lesa de la zona
- La Angostura - Lle Cul ("lloc estret")
- Arroyo Pescado - Nant y Pysgod ("riera dels peixos")'
- Colonia 16 de Octubre - Cwm Hyfryd/Cwm Hydref (Colònia Andina) ("vall bonica / vall d'Octubre")
- Fuerte Aventura - Caer Antur ("Fort Aventura")
- Paso de Indios - Rhyd yr Indiaid ("Fort Indi")
- Las Plumas - Dôl y Plu ("prat de les plomes")
- Puerto Madryn - Porth Madryn ("port Madryn")
- Rawson - Trerawson ("VilaRawson")
- Río Chubut - Afon Camwy ("riu del remolí")
- Río Corrintos - Aber Gyrants
- Valle de los Mártires - Dyffryn y Merthyron ("vall dels màrtirs")
- Valle Frío - Dyffryn Oer ("vall freda")